# Áyios Nikítas
Áyios Nikítas (Agios Nikitas) är en ort i Grekland.   Den ligger i prefekturen Lefkas och regionen Joniska öarna, i den västra delen av landet, 280 km väster om huvudstaden Aten. Áyios Nikítas ligger 1 meter över havet och antalet invånare är 108. Den ligger på ön Lefkas.
Terrängen runt Áyios Nikítas är varierad. Havet är nära Áyios Nikítas åt nordväst. Runt Áyios Nikítas är det ganska glesbefolkat, med 39 invånare per kvadratkilometer. Närmaste större samhälle är Lefkáda, 9,1 km nordost om Áyios Nikítas. 